# Український Драматичний Театр ім. М. К. Садовського
Український Драматичний Театр ім. М. К. Садовського, пересувний театр у складі 30 осіб й оркестри; 1933 — 1939 обслуговував Галичину і Волинь; директор П. Карабіневич, режисерка Люся Барвінок (Аполлінарія Карабіневич, до шлюбу Лопухович) (1896-1971). Репертуар — майже винятково українська побутова класика й історичні п'єси.